# Lorenzo Amoruso
Lorenzo Amoruso (* 28. Juni 1971 in Bari) ist ein ehemaliger italienischer Fußballspieler.

## Karriere

### Jugend und der Anfang in Italien
In seiner Jugend spielte Amoruso erst in der Nachbarschaft seiner Heimatstadt in Palese ging aber später zur AS Bari, wo er später auch in die erste Mannschaft vorpreschen konnte. Damals spielte der Verein in der zweitklassigen Serie B. Am 18. September 1988 gab Amoruso im Heimspiel gegen die AC Parma sein Profidebüt, als er in der 54. Minute von Trainer Gaetano Salvemini für Maurizio Laureri eingewechselt wurde; das Spiel endete mit einem 2:1-Heimsieg. In der Saison 1989/90 gewann er mit der Mannschaft zudem den Mitropacup.
Im Alter von 21 Jahren wurde Amoruso für eine Saison an die AC Mantua ausgeliehen. In der folgenden Spielzeit wurde er erneut verliehen, diesmal zu Vis Pesaro. In der Saison 1993/94 lief er fast ununterbrochen für Bari auf. Nach dieser Saison stieg er mit seiner Mannschaft in die Serie A auf, die Saison 1994/95 sollte für ihn mit ähnlich vielen Einsätzen aufwarten.
Danach wechselte er ablösefrei innerhalb der Liga zur AC Florenz, für die er insgesamt 54 Mal zum Einsatz kam. In der Saison 1995/96 gewann er mit der Fiorentina unter Claudio Ranieri die Coppa Italia sowie später den italienischen Superpokal.

### Wechsel nach Großbritannien
Zur Saison 1997/98 wechselte Lorenzo Amoruso für umgerechnet rund 6 Mio. Euro zu den Glasgow Rangers nach Schottland, mit welchen er in der Folgesaison in der gerade neu gegründeten Scottish Premier League unter Trainer Dick Advocaat erstmals Meister wurde. Ab der Saison 1998/99 kam er regelmäßig im UEFA-Cup wie auch ab der Saison 1999/2000 in der Champions League zum Einsatz. In manchen Spielen von letzterem Wettbewerb trug er hierbei sogar die Kapitänsbinde. Saison 1999/2000 und 2002/03 gewann Amoruso mit seiner Mannschaft wiederum die schottische Meisterschaft. Zudem gewann er mit den Rangers jeweils dreimal den schottischen Pokal und Ligapokal. In der Spielzeit 2001/02 wurde er durch die Spieler der Premier League zu Schottlands Fußballer des Jahres gewählt. Nach der letzten Meistersaison wechselte Amoruso für umgerechnet rund 2,1 Mio. Euro in die Premier League zu den Blackburn Rovers. Hier kam er aber in den folgenden beiden Spielzeiten nur sporadisch, meist zum Spielende und zum Ende der Saison zum Einsatz. Nach der Saison 2005/06 wurde sein Vertrag vereinsseitig nicht mehr verlängert.
Im Februar 2008 schloss sich Amoruso der SS Cosmos aus San Marino an, für die er bis zum Ende der laufenden Saison aktiv war. Danach beendete er seine Spielerkarriere.